# Madat Guliyev
Madat Guliyev (en azerí: Mədət Qəzənfər oğlu Quliyev;) - el ministro de Industria de Defensa de la República de Azerbaiyán, exjefe del Servicio Estatal de Seguridad de la República de Azerbaiyán.

## Biografía
Madat Guliyev nació el 27 de septiembre de 1958 en Ganyá. En 1975 graduó de la escuela. En 1976 él ingresó al Instituto Estatal de cultura física y deportes de Azerbaiyán. 

### Carrera
En 1994 Madat Guliyev comenzó a trabajar en la división regional de la Dirección de Lucha contra la delincuencia organizada.
Con el Decreto del Presidente de la República de Azerbaiyán N.º 424 del 26 de diciembre de 1995 Madat Guliyev fue ascendido al Héroe Nacional de Azerbaiyán.
En 1997 Madat Guliyev graduó de la Academia de Policía de la República de Azerbaiyán. En 2001 fue nombrado el Jefe de la Dirección de Lucha contra la delincuencia organizada, el 2002 - el Jefe de la Dirección de Lucha contra la Droga. 
El 2004 Madat Guliyev fue nombrado el Jefe de la Oficina Central Nacional de la INTERPOL en Azerbaiyán.
El 30 de junio de 2005 por el Decreto del Presidente de la República de Azerbaiyán N.º 866 Madat Guliyev fue ascendido el rango de General de División. En febrero de 2011 fue nombrado el viceministro de Justicia, Jefe del servicio Penitenciario. 
El 14 de diciembre de 2015 por el Decreto del Presidente de la República de Azerbaiyán fue nombrado el jefe del Servicio Estatal de Seguridad de la República de Azerbaiyán. Por otro decreto del 26 de septiembre de 2018 Madat Guliyev fue ascendido el rango de General Coronel. El 20 de junio de 2019 Madat Guliyev fue nombrado el ministro de Industria de Defensa de la República de Azerbaiyán.